# بری هاکس
بری هاکس (انگلیسی: Barry Hawkes; ۲۱ مارس ۱۹۳۸ – ۰ فوریهٔ ۲۰۱۶) بازیکن فوتبال اهل بریتانیا بود.
از باشگاه‌هایی که در آن بازی کرده‌است می‌توان به باشگاه فوتبال بدفورد تاون، باشگاه فوتبال سنت نئوتز تاون، باشگاه فوتبال دارلینگتون، باشگاه فوتبال هارتل پول یونایتد، و باشگاه فوتبال لوتون تاون اشاره کرد.